# Starý Světlov
Starý Světlov je zřícenina hradu, který stával 10 km jihozápadně od Vizovic a asi kilometr severozápadně od vsi Podhradí u Luhačovic v blízkosti vrchu Bába (635 m n. m.) ve Vizovické vrchovině, v okrese Zlín. Od roku 1964 je chráněn jako kulturní památka.

## Historie
Založení tohoto hradu strategického významu s původním názvem Světlov s výhledem do údolí směrem na Luhačovice je kladeno do druhé poloviny 13. století. Nejstarší zmínka o hradu později zvaném Starý Světlov pochází z roku 1275, kdy se nejdříve píše o „nějakém Heřmanu ze Světlova“. O onom Heřmanovi není nic bližšího známo, ani to, jestli stavebníkem byl významný rod Šternberků, kteří někdy od samého konce 13. století ovládali hrad Lukov a od roku 1358 také Zlín. Další zmínka se vztahuje až k roku 1350, kdy se píše o Albertu ze Šternberka na Světlově. Další písemná zmínka o hradě Starý Světlov pochází z roku 1360, kdy je zmiňován jako majetek právě pánů ze Šternberka. Postupně se ve vlastnictví vystřídali synové Alberta ze Šternberka Alšík a Vilém. Hrad Starý Světlov možná nahrazoval předchozí opevněné sídlo, možná provizorium, kterým byl starší hrad dřevěné konstrukce na vrchu Rýsov nedaleko obce Provodov. Ten zřejmě zničil při svých vpádech Matúš Čák Trenčanský na začátku 14. století. O necelých 40 let později Eliška ze Šternberka roku 1399 přibrala svého manžela Voka z Kravař za spoluvlastníka. Když Vok zemřel, nastaly o vlastnictví hradu spory mezi příslušníky rodu Šternberků. Tak např. v roce 1407 vymáhá na Elišce světlovské panství Ješek ze Šternberka a na Lukově. V roce 1412 náležely ke panství Světlovu vesnice Bojkovice, Hostětín, Komňa, Krhov, Luhačovice, Pitín, Pozlovice, Provodov, Žilín a dnes již zaniklé Lidkovice a Ústí. Hrad nakonec získal nejpozději roku 1417 Jaroslav ze Šternberka, pán na Veselí, za což ho Eliška zažalovala. Jaroslav ze Šternberka však o tři roky později v listopadu 1420 padl v bitvě pod Vyšehradem v boji proti pražským husitům na straně Zikmunda Lucemburského. Hrad snad na krátký čas získal Aleš Holický ze Šternberka. Ale již od roku 1423 držel hrad král Zikmund Lucemburský, který jej, stejně jako nedaleký Brumov, postoupil roku 1426 své manželce Barboře Celské, v jejíchž službách zde působil jako purkrabí obávaný válečník loupeživý rytíř uherský hrabě Pankrác z Liptovského Svatého Mikuláše. Tento rytíř se svými skupinami loupil v celém kraji a ohrožoval životy obyvatel v okolních osadách.
V první polovině 15. století hrad byl strategickou pevností, kde přebývala početná bojová družina. Zřejmě v tu dobu došlo ke stavebním úpravám hradního jádra v podobě vložení kleneb do zdí paláce, přestavbou parkánové zdi s vysunutým objektem brány. Nezůstalo jen u hradního jádra, došlo i ke stavebním úpravám předhradí rozšířením areálu jihozápadním a severozápadním směrem. Roku 1449 moravští stavové Starý Světlov od Pankráce z Liptovského Svatého Mikuláše vykoupili a postoupili jej čtyřem držitelům - Burianovi z Vlčnova, Zichovi z Lipiny, Jindřichu Mirkovi z Chlumu a Mikuláši Bystřicovi z Ojnic. V dalších letech se stal hrad opět předmětem sporů, neboť roku 1460 Procek z Kunštátu žaluje Mikuláše Bystřice z Ojnic. Někdy v té době se stal hrad Starý Světlov pravděpodobně kořistí výbojného lukovského pána Matouše ze Šternberka, který se přel s převážnou částí okolních feudálů. Spor Matouše ze Šternberka s Mikulášem Bystřicem z Ojnic vyvrcholil bitkou, která se odehrála v roce 1464 na bojkovické tvrzi. Teprve zásah knížete Viktorína Opavského z Kunštátu a Poděbrad, syna krále Jiřího z Kunštátu a Poděbrad, vedl ke smíru obou znesvářených stran. Historik František Müller píše, že zde v roce 1466 byl majitelem hradu maršálek českého krále Jiřího z Kunštátu a Poděbrad, nedávný bývalý moravský zemský hejtman Jindřich z Lipé.
Během česko-uherských válek mezi Jiřím z Kunštátu a Poděbrad a uherským Matyášem Korvínem hrad čelil několika ničivým nájezdům, při nichž zanikla nejméně desítka obcí v okolí hradu. Za těchto válek v letech 1469–1470 byl notně poškozen i samotný hrad Starý Světlov, zůstal však dále obydlen nejméně do začátku 80. let 15. století. Po skončení česko-uherských válek se poloha hradu Světlova začala čím dál víc ukazovat nevýhodnou. Také kvůli částečnému vylidnění způsobeném válkou se totiž ocitl samotný hrad na samém okraji panství poměrně daleko od nových důležitých cest. Bojkovice, které byly povýšeny na město, se stávaly významným hospodářským centrem panství Landštejnů. Bratři Landštejnové totiž v roce 1470 získali světlovské panství jako odškodné za ztracené statky během uherské války. V roce 1480 na hradě pobývali bratři Zbyněk, Jaroslav a Ctibor Světlovští z Landštejna a rozhodli se vystavět nad Bojkovicemi nový hrad stejného jména, později v letech 1846-1856 přestavěný na zámek a v této podobě stojící dodnes. Roku 1490 přesídlili na hrad Nový Světlov. Dalším důvodem k přesídlení mohl být zatím časově neprokázaný sesuv svahu v těsné blízkosti východně od hradu. Původní hrad Starý Světlov postupně ztrácel na významu a byl pak ponechán svému osudu. Hrad měl být společně se Sehradem na rozkaz moravských stavů v roce 1512 obořen. Pravděpodobným vysvětlením je nejspíš to, že stavové chtěli zabránit dalšímu loupeživému plenění a tato volba se jevila jako nejjednodušší. V roce 1515 Jitka z Landštejna, dcera Ctibora Světlovského, s manželem Jáchymem z Bibrštejna uzavřela smlouvu na rozbořený Starý Světlov a na hrad Nový Světlov. Tímto aktem došlo oficiálně k přechodu rodiny ze Starého Světlova na nově postavený hrad nad Bojkovicemi.
Když v roce 1517 získal celé světlovské panství při prodeji panství Jitkou z Landštejna Burian z Vlčnova, byl Starý Světlov uváděn již jako pustý. Starý Světlov (Alt Swietlow) je zakreslen také na mapě Moravy Jana Kryštofa Müllera z roku 1716 (list č. 4), což je dokladem, že hrad byl stále ještě poměrně zachován.
Opuštěná zřícenina byla poškozena především rozebíráním na stavební materiál od druhé poloviny 18. století. Naši přičinliví mladší předkové dokázali uvolnit, rozebrat a odvézt pro své potřeby až 2 500 kubických metrů zdiva. V nedávné době zde byly zaznamenány pirátské výkopy, které památku dále poškodily. Zřícenina je přesto nositelem zajímavých informací a dokladem pozoruhodných stavebních detailů, jako je například unikátní konstrukce hradní brány, povrchová úprava hradeb nebo několik stavebních fází v paláci.

## Popis
Zřícenina hradu Starý Světlov leží v západní části výrazného vrcholového provodovského hřebene Vizovických vrchů (608,7 m n. m.) 10 km jihozápadně od Vizovic a 700 metrů severozápadně od severního okraje intravilánu obce Podhradí poblíž Luhačovic v okrese Zlín ve Zlínském kraji v blízkosti vrchu Bába (635 m n. m.).
Stráně výšiny nebyly příliš strmé, stavitelé hradu tudíž zabezpečili hrad výrazným příkopem širokým 15 metrů a dodnes hlubokým 5 metrů a vykopanou zeminu využili k navršení vysokého valu před příkop, jenž obklopoval celé hradní jádro. Mohutný val dosahuje v severním a východním úseku výšky přes 5 metrů. Objem vykopané zeminy představoval na tu dobu úctyhodných 30 000 kubických metrů.
Oválné hradní jádro o průměru cca 50 metrů, v jehož ploše byly ponechány vyčnívající skalní suky, obkružovala několikrát zalamovaná plášťová hradba mnohoúhelníkového tvaru silná až 1,7 metru, která se až na pár zbylých úseků nedochovala. K ní se na severovýchodní straně hradního jádra zevnitř přimykal částečně podsklepený palác o délce kolem 30 až 35 metrů a šířce 9 metrů. V severní části paláce stál pravděpodobně menší objekt, který byl součástí palácového traktu, snad nějaká věžovitá stavba. Hradby i palác byly stavěny z lomového kamene kladeného v pravidelných vrstvách (tzv. řádkové zdivo) na maltu. V jižní části hradního jádra stály dřevěné stavby blíže neurčeného účelu se stěnami vymazanými hlínou. Kromě jižní strany lemoval celé jádro přibližně ze tří čtvrtin parkán o šířce 5 metrů rozšířený ve východní části jako vstup do vnitřního hradu. Poněkud nižší a užší parkánová hradba o šířce 1,5 metrů se rovněž několikrát lomila a víceméně kopírovala průběh hradby vlastního hradního jádra.
Vstup do samotného parkánu střežila na jihozápadě věžovitá brána, do níž se vcházelo z předhradí mostem přes mohutný příkop s valem. Přístupová cesta procházela parkánem mezi hlavní a parkánovou zdí až ke druhé bráně na východní straně hradního jádra. Zbytky předhradí se dochovaly na protáhlém hřebeni skalnatého výběžku o délce cca 60 metrů a šířce cca 25 metrů jihozápadně od hradního jádra. Předhradí bylo opevněno pravděpodobně pouze palisádou. V předhradí stály dřevěné stavby nejspíš hospodářského charakteru se stěnami omazanými hlínou.
Podle typologie řadíme hrad Starý Světlov k hradům s vnější plášťovou zdí, tedy hradům již bez útočištné věže, kde hlavní tíha obrany spočívala na prstenci obvodové hradby. Tento typ stavby se na Moravě a ve Slezsku vyskytuje v hojnější míře až od 14. století (nejbližší hrad s vnější plášťovou zdí je v Malenovicích u Zlína). Hrad Starý Světlov patří svou rozlohou k největším lokalitám tohoto druhu na Moravě.

## Archeologický výzkum
Na lokalitě byl v roce 1983 proveden archeologický výzkum a stavebně historická pozorování, dále byla zpracována podrobná rešerše historických údajů.
Na ploše vlastního hradního jádra bylo realizováno několik archeologických sondáží. Podařilo se identifikovat průběh parkánové hradby a v severovýchodním nároží hradního jádra se podařilo identifikovat průběh zdiva původního hradního paláce. Byly odkryty zbytky podsklepeného paláce. V jižní části hradu byly nalezeny pouze zbytky dřevěných staveb. S dobýváním hradu ve druhé polovině 15. století může souviset nález zlomku kamenného projektilu z houfnice. Ve východní části parkánu byl nalezen mohutný blok ostění portálu brány. Na ploše předhradí byla archeologickým výzkumem prokázána existence dřevěných staveb se stěnami omazanými hlínou, bylo zde nalezeno železné kování a součástky selského vozu. Archeologické nálezy potvrdily výše uvedené datování vzniku a zániku hradu.
Od poloviny července do listopadu roku 2013 proběhl na lokalitě hradu Starý Světlov další archeologický výzkum. Archeologové se také snažili ověřit případné podzemí cesty, které tu údajně měly zanechat loupeživé tlupy rytíře Pankráce ze Liptovského Svatého Mikuláše, tato domněnka se však nepotvrdila.
Součástí průzkumných a dokumentačních prací byla dílčí archeologická sondáž v prostorách paláce a brány, provedená Zdeňkem Schenkem a Janem Mikulíkem z archeologické společnosti Archaia Olomouc. Průzkum přinesl překvapivé objevy, které značně posunuly dosavadní znalosti o stavebním vývoji i historii hradu.
V severovýchodní části parkánové zdi vyvrácený strom pomohl odkrýt pozůstatky bašty pětiúhelníkového půdorysu.

## Současnost
Z poměrně rozsáhlého hradu jsou zachovány sporé pozůstatky zděných konstrukcí soustředěné v prostoru hradního jádra, výrazněji jsou zachovány terénní útvary a obvodové zdi hradního paláce. Mohutný val dosahuje v severním a východním úseku výšky přes 5 metrů.
Během roku 2013 byla kromě archeologického výzkumu zahájena příprava restaurování a rekonstrukce zdiva hradu. Zdi byly zbaveny plevele, náletových dřevin a ošetřeny protikorozní vrstvou. Konzervační práce stavebníků z Valašských Klobouk se omezily na dílčí sanaci korun zdiva v obtížně přístupném staveništi. a ochranné nadezdívky. Záchranné práce na hradním paláci byly zahájeny roku 2021.

## Zajímavosti
Původ názvu Starý Světlov není znám. Podle jedné úvahy tento název dostal hrad snad podle signálních ohňů svítících do tmy v době uherských nájezdů, aby varovaly před blížícím se nepřítelem z uherské strany. Další úvaha předpokládá, že název vznikl podle bílé vápenné omítky parkánové zdi a možná i celého opevnění hradu, jak dokládá archeologický nález zbytku omítky v severní části parkánové zdi. Podobně jako později vybudovaný Nový Světlov nad Bojkovicemi vypínal se též původní Starý Světlov z okolních lesů jako z dálky viditelný bělobou svítící výrazný objekt. Zajímavostí pro fanoušky záhad může být pověst o pokladu na Starém Světlově. Mnoho obyvatel z obcí Pozlovice a Podhradí se tento poklad vydávalo hledat a také se o jejich hledání dochovaly zprávy.

## Pověsti

### O pokladu na hradě Světlově
Před šesti stoletími kvetla sláva dvou hradů v provodovských kopcích: Světlova a Sehradu. Ale pak oba hrady obsadili loupeživí rytíři Petr Nebojsa a Pankrác z Mikuláše. Přivolali si i jiné zloděje a společně přepadávali, loupili, vykrádali samoty, rabovali v mlýnech a dvorcích. Zemští páni v Brně zamýšleli loupeživé hordy zničit, avšak hrady byly dobře opevněné. Moravští páni tedy raději oba hrady od loupeživých rytířů za dobré peníze odkoupili, aby se jich zbavili. Od těch dob zůstaly na hradech hluboko v zemi zakopané naloupené poklady, které tam loupežníci uschovali, aby se pro ně později mohli vrátit. Po těch pokladech lidé pátrají dodnes.
Kdysi se tři sousedé Čada, Valerián a Petráš z Pozlovic dohodli, že poklad zasypaný v nejhlubším sklepě hradu Světlova vykopou. Stařík Gajdoš z Podhradí jim poradil, že mají kopat tam, kde roste starý dub, neboť tam jednou v díře uviděl třpytit se zlato. Podmínkou bylo, že nesměli promluvit, ani kdyby blesky křižovaly oblohu. Pozlovičtí sousedé slíbili jak mlčenlivost, tak odměnu za radu, vzali motyky a lopaty a vydali se za větrné noci k hradu. O půlnoci dorazili na místo a pustili se do kopání. V ten okamžik se spustila bouře. Sousedé mlčky kopali a v duchu plánovali, jak využijí bohatství. Valerián chtěl koupit statek, Čada postavit pálenici. Najednou Petráš narazil na kovové víko truhly. Otevřeli ji a spatřili samé zlaté dukáty. Čada se neudržel a vykřikl: „Zlato, samé zlato!“ Náhle sjel z oblohy blesk, nad hlavami jim zahřmělo a na kraji díry stál rohatý čert s provazem, na kterém je chtěl pověsit na dubu a vyzýval je, aby vylezli ven, jinak zahynou v díře. „Život dražší, než zlato,“ hlesl Petráš a drápal se ven. Ďábel ho uchopil do drápů. „Pane Bože dobrý, pomoz mi!“, vykřikl Petráš. Vtom uhodil blesk přímo do satana, který zmizel, jen zápach po něm zůstal. Petráš zůstal polomrtvý ležet pod dubem. Jeho společníci se už také drápali ven a do díry se začalo sypat kamení. Naráz zadula vichřice a unášela všechny tři v povětří. Druhý den je Provodovští našli špinavé, odřené a potlučené každého z nich na jiném kopci v okolí. Petráše na Komonci, Čadu na Babě a Valeriána na Hvězdě. A tak poklad zůstal dodnes pod troskami hradu Světlova.

### O ztraceném synovi
Někdy za vlády prvních Šternberků byl na hradě Světlově kastelánem jakýsi Dětřich. Ten se vydal s družinou za svým pánem na válečnou výpravu do Slezska a správu hradu a také péči o svou ženu a malého syna svěřil svému starému otci. Oslabení obrany hradu však neuniklo pozornosti dravých uherských sousedů. Protože však obránci hradu Světlova útok očekávali, poslal starý pán Dětřichovu ženu se synem za příbuznými do Rajhrad u. Zanedlouho Uhři hrad Světlov napadli. Posádka se ovšem bránila statečně a útoku odolala. A tak se uherské hordy rozjely loupit a plenit po Moravě. V lesích u Osvětiman narazili nájezdníci na osamělý vůz s cestujícími.. Když později procházel tím místem poustevník z hory svatého Klimenta, našel jediné přeživší opodál plačící dítě – nemluvně. Nebylo jak zjistit totožnosti dítěte, pouze malý křížek na hrudi mrtvé ženy. Mezitím se Dětřich vrátil na Světlov a poslal pro svoji paní. Poslové se vrátili z Rajhradu s nepořízenou, Dětřich tedy svou ženu s dítětem nechal hledat všude. Poněvadž však jeho paní použila v osudný den jinou cestu než obvykle, pátrající na stopy po neštěstí nenarazili. Pátrání nebylo úspěšné. Dětřich své blízké oplakal a už se nikdy neoženil. Po mnoha letech se rozšířila po Moravě zvěst o založení augustiniánského proboštství na hoře svatého Klimenta. Také pan Dětřich se tam vydal pomodlit se za svoji ztracenou rodinu. Mladý kněz, který vedl bohoslužbu, Dětřichovi svou podobou velmi připomínal jeho ztracenou ženu. Když pátral po jeho původu, zjistil, že se jedná o ztraceného syna. Vzájemná radost ze shledání byla nepopsatelná. Dětřich potom opustil službu na hradě Světlově a zbytek života strávil se svým synem na hoře svatého Klimenta.